# 9 Batalion Celny

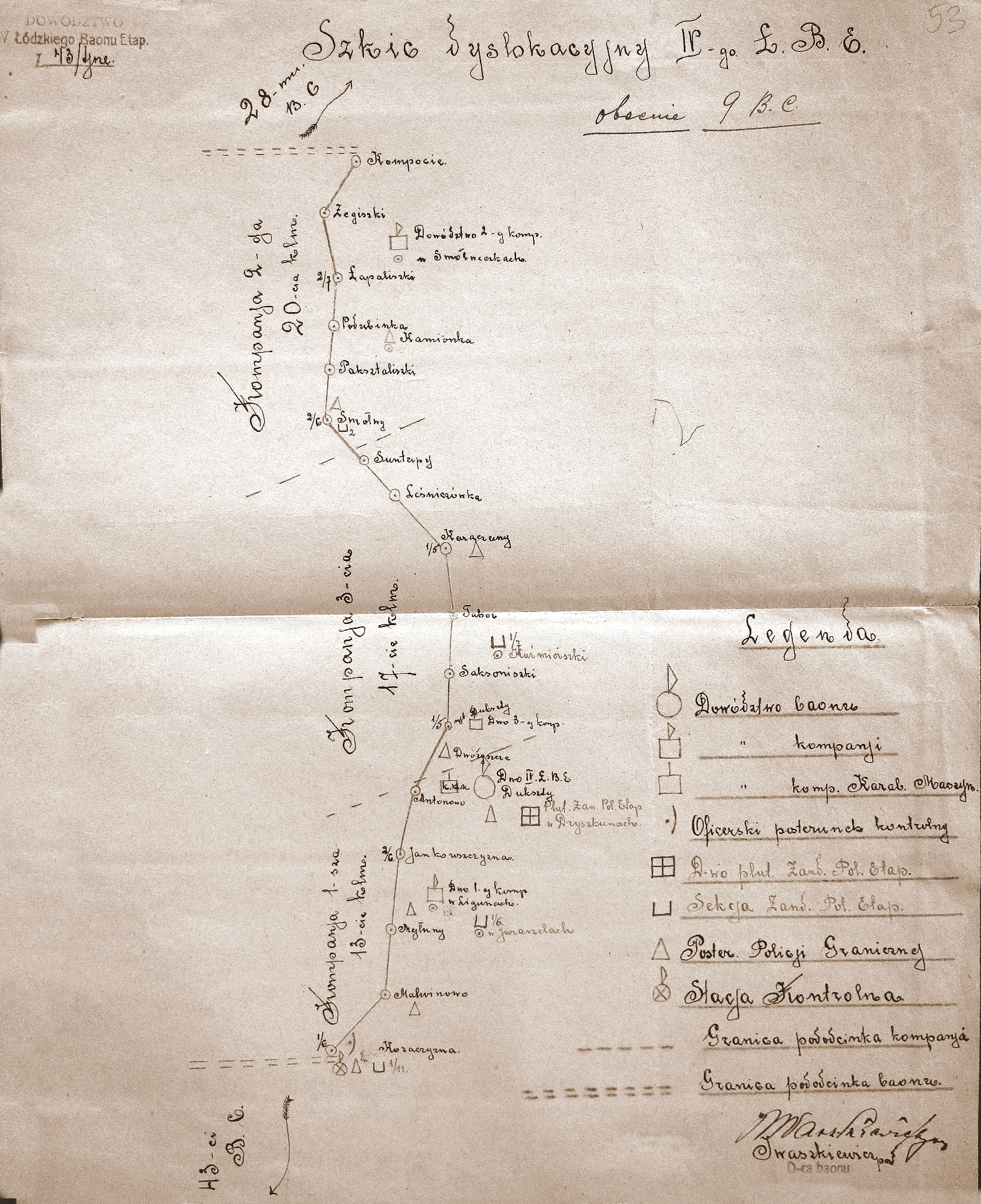
Szkic rozmieszczenia 9 batalionu celnego „Dukszty”

9 Batalion Celny – jednostka organizacyjna formacji granicznych II Rzeczypospolitej.

## Formowanie i zmiany organizacyjne
Na podstawie rozkazu Ministra Spraw Wojskowych nr 3046/Org z dnia 24 marca 1921 w miejsce batalionów wartowniczych i batalionów etapowych utworzone zostały bataliony celne. 9 batalion celny powstał w granicach DOG Kraków, a zorganizowano go na bazie 4/V batalionu wartowniczego. Etat batalionu wynosił 14 oficerów i 600 szeregowych. Podlegał Komendzie Głównej Batalionów Celnych, a pod względem politycznym Ministrowi Spraw Wewnętrznych.
Mimo że batalion był w całym tego słowa znaczeniu oddziałem wojskowym, nie wchodził on w skład pokojowego etatu armii. Uniemożliwiało to uzupełnianie z normalnego poboru rekruta. Ministerstwo Spraw Wojskowych zarówno przy ich formowaniu, jak i uzupełnianiu przydzielało mu często żołnierzy podlegających zwolnieniu, oficerów rezerwy oraz szeregowców i oficerów zakwalifikowanych przez dowództwa okręgów generalnych jako nie nadających się do dalszej służby wojskowej.  Po sformowaniu dowództwo batalionu stacjonowało w Oświecimiu. Swoje kompanie batalion rozmieścił  w Jaworzynie, Oświęcimiu, Dziedzicach i Strumieniu.  Rozkazem tajnym nr 10 z 7 października 1921 Komendant Główny Batalionów Celnych nakazał likwidację batalionów nr 14., 17. i 18. W myśl tego rozkazu 14 batalion celny miał przekazać swoją 3 kompanię do 9 batalionu celnego w Oświęcimiu. W dniu 28 października wszystkie kompanie rozformowywanych batalionów winny odejść do miejsc nowego przeznaczenia.
W listopadzie 1921 Ministerstwo Spraw Wewnętrznych postanowiło powołać brygady celne. 9 batalion celny powstał na bazie 4/V batalionu wartowniczego. Wszedł w struktury 2 Brygady Celnej.
W czerwcu 1922 przestała istnieć celna granica polsko-śląska na odcinku przyznanym Rzeczypospolitej. Zatem jej ochrona stała się bezprzedmiotowa. 9 batalion celny otrzymał zadanie zgrupować wszystkie kompanie w miejscu postoju dowództwa, odtworzyć zdolność bojową i być w gotowości do przerzutu na inny odcinek.
W sierpniu 1922 batalion przegrupował się na granice wschodnią. Sztab batalionu rozlokował się w Duksztach, a jego kompanie w Smołwach, majątku Dukszty,  Zygunach i Duksztach.
Wykonując postanowienia uchwały Rady Ministrów z 23 maja 1922, Minister Spraw Wewnętrznych rozkazem z 9 listopada 1922 zmienił nazwę „Baony Celne” na „Straż Graniczna”. Wprowadził jednocześnie w formacji nową organizację wewnętrzną. 9 batalion celny przemianowany został na 9 batalion Straży Granicznej.

## Służba celna
Odcinek batalionowy podzielony był na cztery pododcinki, które obsadzały kompanie wystawiające posterunki i patrole. Posterunki wystawiano wzdłuż linii granicznej w taki sposób, by mogły się nawzajem widzieć w dzień. W tym zakresie batalion współpracował z posterunkami i patrolami Policji Państwowej. Współpraca polegała na tym, że te pierwsze wystawiały wzdłuż linii granicznej stale posterunki i patrole, natomiast policja tworzyła je w głębi strefy, poza linią graniczną. W zakresie ochrony granicy batalion podlegał staroście.
Latem 1922 9 batalion celny przejął od IV Łódzkiego batalionu etapowego odcinek Dukszty.
Sąsiednie bataliony
- 4 batalion celny w Sosnowcu ⇔ 7 batalion celny w Żywcu – VI 1921[17]
- 43 batalion celny ⇔ 43 batalion celny − VIII 1922

## Kadra batalionu
Dowódcy batalionu
| stopień | imię i nazwisko                | okres pełnienia służby | kolejne stanowisko |
| ------- | ------------------------------ | ---------------------- | ------------------ |
| mjr     | Zygmunt Szymonowicz z 4 pspodh | VI 1921 – VII 1922     |                    |
| kpt.    | Józef Jan Kozioł z 1 pspodh    | od VIII – X 1922       |                    |

## Struktura organizacyjna
| Ordre de Bataille 9 batalionu celnego w Oświęcimiu na dzień 1 czerwca 1921 | Ordre de Bataille 9 batalionu celnego w Oświęcimiu na dzień 1 czerwca 1921 | Ordre de Bataille 9 batalionu celnego w Oświęcimiu na dzień 1 czerwca 1921 | Ordre de Bataille 9 batalionu celnego w Oświęcimiu na dzień 1 czerwca 1921 |
| kompanie                                                                   | 1. Jaworzno                                                                | 2. Oświęcim                                                                | 3. Dziedzice                                                               |
| -------------------------------------------------------------------------- | -------------------------------------------------------------------------- | -------------------------------------------------------------------------- | -------------------------------------------------------------------------- |
| placówki                                                                   | Jezor                                                                      | Chełmek                                                                    | Janiszowice I                                                              |
| placówki                                                                   | Wysoki Brzeg                                                               | Gorzów                                                                     | Janiszowice młyn                                                           |
| placówki                                                                   | Węglarka                                                                   | Babice                                                                     | Kaniów Dankowski                                                           |
| placówki                                                                   | Jeleń                                                                      | Chropan                                                                    | Mały Kaniów                                                                |
| placówki                                                                   | Dąb                                                                        | Głowy                                                                      | Żebracze                                                                   |
| placówki                                                                   |                                                                            | Harmęże                                                                    | Kaniów dwór                                                                |
| placówki                                                                   |                                                                            | Zieleniec                                                                  | Renardowice                                                                |
| placówki                                                                   |                                                                            | Oblask                                                                     |                                                                            |
| placówki                                                                   |                                                                            | Zabrzeg                                                                    |                                                                            |

| Ordre de Bataille 9 batalionu celnego w Oświęcimiu na dzień 1 lutego 1922  | Ordre de Bataille 9 batalionu celnego w Oświęcimiu na dzień 1 lutego 1922 | Ordre de Bataille 9 batalionu celnego w Oświęcimiu na dzień 1 lutego 1922 | Ordre de Bataille 9 batalionu celnego w Oświęcimiu na dzień 1 lutego 1922 | Ordre de Bataille 9 batalionu celnego w Oświęcimiu na dzień 1 lutego 1922 |
| kompanie                                                                   | 1. Jaworzno                                                               | 2. Bobrek                                                                 | 3. Dziedzice                                                              | 4. Oświęcim                                                               |
| -------------------------------------------------------------------------- | ------------------------------------------------------------------------- | ------------------------------------------------------------------------- | ------------------------------------------------------------------------- | ------------------------------------------------------------------------- |
| placówki                                                                   | Wysoki Brzeg                                                              | Młyny                                                                     | Mały Kaniów                                                               | Głowy                                                                     |
| placówki                                                                   | Węglarka                                                                  | Chełmek                                                                   | Żebracze                                                                  | Harmeze                                                                   |
| placówki                                                                   | Jeleń                                                                     | Gorzów                                                                    | Renardowice                                                               | Zieleniec                                                                 |
| placówki                                                                   | Dąb                                                                       | Bronkowice                                                                | Oblask                                                                    | Janiszowice I                                                             |
| placówki                                                                   |                                                                           | Babice                                                                    | Zabrzeg                                                                   | Janiszowice II                                                            |
| placówki                                                                   |                                                                           | Chropan                                                                   |                                                                           | Dankowski Kaniów                                                          |
| Ordre de Bataille 9 batalionu celnego w Duksztach na dzień 1 września 1922 |                                                                           |                                                                           |                                                                           |                                                                           |
| kompanie                                                                   | 1. Smołwy                                                                 | 2. maj. Dukszty                                                           | 3. Zyguny                                                                 | 4. Dukszty                                                                |
| placówki                                                                   | Żegieszki                                                                 | Punłupy                                                                   | Zyguny                                                                    | Dworyszcze                                                                |
| placówki                                                                   | Łapoliszki                                                                | Gajlobynki                                                                | Mejlury                                                                   | Antonowo                                                                  |
| placówki                                                                   | Pankszłeliszki                                                            | Kozaczuny                                                                 | Grudziszki                                                                | Alejuny                                                                   |
| placówki                                                                   | Podobinka                                                                 | Tabor                                                                     | Kozaczyzna                                                                | Jankowszczyzna                                                            |
| placówki                                                                   | Smołwy                                                                    | Wygódka                                                                   |                                                                           |                                                                           |
| placówki                                                                   | Paszymiski                                                                |                                                                           |                                                                           |                                                                           |